# Teatro Manzoni (Monza)
Il Teatro Manzoni è un teatro comunale situato nel centro storico di Monza, in via Manzoni.

## Storia
Dopo la Seconda guerra mondiale, la città di Monza risultava priva di un teatro stabile a causa della distruzione o chiusura delle precedenti sale teatrali, tra cui il Teatro Sociale e il Politeama Margherita. Nel corso degli anni cinquanta, l'amministrazione comunale avviò un progetto per la realizzazione di un nuovo teatro pubblico, affidando la progettazione all’ingegner Antonio Tenca.
I lavori di costruzione ebbero inizio nel 1955 e si conclusero nel 1958, anno dell'inaugurazione ufficiale, avvenuta il 15 ottobre con la rappresentazione di Medea di Euripide, interpretata da Sarah Ferrati.
Nel corso degli anni successivi, il teatro ospitò diverse compagnie e artisti di rilievo nel panorama teatrale nazionale, rappresentando una delle principali sedi culturali della città. Negli anni ottanta il teatro subì una diminuzione dell’attività a causa di limitazioni economiche e della concorrenza di altre forme di intrattenimento.
Tra il 2003 e il 2009 si svolse un intervento di ristrutturazione volto ad aggiornare le strutture e gli impianti, compresi i sistemi audio, luci e la sistemazione della platea, al fine di adeguare la struttura alle esigenze contemporanee.

## Caratteristiche e attività
La sala dispone di una capienza di circa 400 posti, con una configurazione tipica del teatro all’italiana, comprendente platea e galleria. Il palcoscenico è attrezzato per accogliere spettacoli di prosa, musica e danza.
Il teatro propone una programmazione che include spettacoli di prosa, commedie, eventi culturali, rassegne per famiglie e attività rivolte al pubblico scolastico. La gestione è affidata a enti selezionati tramite procedure pubbliche.